# شگروت
شگروت (به آلمانی: Scheggerott) یک شهر در آلمان است که در اشلسویگ-فلنسبورگ واقع شده‌است. شگروت ۳۹۰ نفر جمعیت دارد.